# Pinalitus cervinus
Pinalitus cervinus ist eine Wanzenart aus der Familie der Weichwanzen (Miridae).

## Merkmale
Die Wanzen werden 3,8 bis 4,5 Millimeter lang. Sie sind in ihrer Färbung sehr variabel, jedoch überwiegend golden-braun gefärbt. Es gibt jedoch auch rotbraune oder auch grünliche Exemplare. Das zweite Fühlerglied ist an der Spitze schwarz, die Basis ist wie bei allen Arten der Gattungen blass. Die Spitze des Cuneus ist dunkel oder rötlich gefärbt. Die Hemielytren sind ziemlich durchsichtig und sind wie auch das Schildchen (Scutellum) variabel ungefärbt bis schwarz gemustert. Sie sind mit blassen Haaren bedeckt.

## Vorkommen und Lebensraum
Die Art tritt in ganz Europa, dem westlichen Nordafrika und im über Kleinasien bis in den Kaukasus auf. Sie wurde durch den Menschen auch nach Kanada eingeschleppt. In Mitteleuropa ist sie in Deutschland und Österreich weit verbreitet und nicht selten.

## Lebensweise
Man findet die Wanzen einerseits an Laubgehölzen, wie insbesondere Linden (Tilia), Eschen (Fraxinus) und Hasel (Corylus) und seltener auch an Buchsbäumen (Buxus), Eichen (Quercus), Prunus, Mehlbeeren (Sorbus) und Weißdornen (Crataegus). Andererseits sind sie auch an Wacholder (Juniperus) und anderen Zypressengewächse (Cupressaceae) wie Lebensbäumen (Thuja) oder Scheinzypressen (Chamaecyparis) nachgewiesen. Die Tiere saugen an den Knospen und insbesondere an unterschiedlich stark entwickelten weiblichen Reproduktionsorganen der Pflanzen. Deswegen findet man die Wanzen nur an fertilen Pflanzen. Wie die Überwinterung in Mitteleuropa stattfindet, ist noch nicht vollständig geklärt. Vermutet wird die Überwinterung als Ei, wie aus Schweden bekannt, zumal man in Mitteleuropa bereits ab Mitte Mai adulte Tiere beobachten kann. Es ist denkbar, dass die Art regional auch eine zweite Generation pro Jahr ausbildet.

## Belege